# کوبی ون باالن
کوبی ون باالن (انگلیسی: Coby van Baalen؛ زادهٔ ۶ april ۱۹۵۷ (۶۷ سال)) ورزشکار اهل پادشاهی هلند است.
وی در مسابقات کشوری و بین‌المللی در مجموع برندهٔ ۳ مدال نقره شده‌است.